# Hoya engleriana
Hoya engleriana är en oleanderväxtart som beskrevs av Carl Curt Hosseus. Hoya engleriana ingår i släktet Hoya och familjen oleanderväxter. Inga underarter finns listade i Catalogue of Life.